# Re:Monster
Re:Monster (укр. Перевтілення: Монстр), — серія ранобе, написаних Когіцуне Канекіру. Публікувався із травня 2011 року на вебсайті для розміщення романів Shōsetsuka ni Narō. Пізніше авторські права придбала компанія AlphaPolis, яка надрукувала серію з ілюстраціями від Ямаади. Продовження серії, яку написав Канекіру та проілюстрованих Наджі Янагідою, під назвою Re:Monster: Ankoku Tairiku-hen публікує AlphaPolis з липня 2018 року.
Манґа-адаптація, проілюстрована Харуйоші Кобаякава, була випущена онлайн на вебсайті AlphaPolis із березня 2014 року та зібрана в 11 томах танкобонів. У Північній Америці манґа ліцензована компанією Seven Seas Entertainment.
Аніме адаптація від Silver Link виходить із квітня 2024 року.

## Сюжет
Томокуї Каната, чиє життя раптово обірвалося, перевтілюється в фентезійному світі у тілі гобліна Гобуро. Завдяки своїй рішучості та спогадам із колишнього життя, він швидко стає лідером гоблінів. А його надприродня здібність «поглинання» дозволяє йому не лише втамовувати голод, але й отримувати силу та здібності істот, яких він поїдає. З кожним поглинутим ворогом він стає сильнішим, та швидко еволюціонує в грізного та небезпечного монстра. Використовуючи знання з минулого життя, хитрість та силу, здобуту завдяки «Поглинанню», Гобуро ставить перед собою амбітні цілі. Він прагне не просто вижити у цьому жорстокому світі, але й здійснити всі свої мрії, захистити свій народ і збудувати для нього краще життя.

## Медіа

### Ранобе

#### Список томів ранобеRe:Monster
| №   | Дата виходу     | ISBN                   |
| --- | --------------- | ---------------------- |
| 1   | 7 серпня 2012   | ISBN 978-4-434-16934-2 |
| 2   | 13 грудня 2012  | ISBN 978-4-434-17360-8 |
| 3   | 10 березня 2013 | ISBN 978-4-434-17713-2 |
| SS  | 13 липня 2013   | ISBN 978-4-434-18077-4 |
| 4   | 9 грудня 2013   | ISBN 978-4-434-18518-2 |
| 5   | 6 серпня 2014   | ISBN 978-4-434-19508-2 |
| 6   | 7 березня 2015  | ISBN 978-4-434-20318-3 |
| 7   | 1 грудня 2015   | ISBN 978-4-434-21313-7 |
| 8   | 7 серпня 2016   | ISBN 978-4-434-22240-5 |
| 8.5 | 1 березня 2017  | ISBN 978-4-434-23011-0 |
| 9   | 3 серпня 2017   | ISBN 978-4-434-23608-2 |

#### Список томів ранобеRe:Monster: Ankoku Tairiku-hen
| № | Дата виходу     | ISBN                   |
| - | --------------- | ---------------------- |
| 1 | 2 липня 2018    | ISBN 978-4-434-24799-6 |
| 2 | 1 травня 2019   | ISBN 978-4-434-25891-6 |
| 3 | 3 липня 2020    | ISBN 978-4-434-27525-8 |
| 4 | 31 березня 2024 | ISBN 978-4-434-30333-3 |

### Манґа

#### Список томів манґи
| №  | Дата виходу       | ISBN                   |
| -- | ----------------- | ---------------------- |
| 1  | 28 лютого 2015    | ISBN 978-4-434-20188-2 |
| 2  | 31 грудня 2015    | ISBN 978-4-434-21293-2 |
| 3  | 31 березня 2017   | ISBN 978-4-434-23001-1 |
| 4  | 28 березня 2018   | ISBN 978-4-434-24185-7 |
| 5  | 31 січня 2019     | ISBN 978-4-434-25447-5 |
| 6  | 30 листопада 2019 | ISBN 978-4-434-26639-3 |
| 7  | 31 жовтня 2020    | ISBN 978-4-434-27630-9 |
| 8  | 30 вересня 2021   | ISBN 978-4-434-29406-8 |
| 9  | 30 вересня 2022   | ISBN 978-4-434-30882-6 |
| 10 | 30 вересня 2023   | ISBN 978-4-434-32663-9 |
| 11 | 31 березня 2024   | ISBN 978-4-434-33612-6 |

### Аніме
У вересні 2023 зв'явився анонс аніме-адатапції від студії Studio Deen та Genco. Прем'єра відбулася 5 квітня 2024 року на Tokyo MX та інших мережах.
Crunchyroll ліцензував серіал за межами Азії. Muse Communication ліцензував серіал у Південній та Південно-Східній Азії.